# Földmag

A Föld öves felépítése

A földmag a Föld belső szerkezetének legbelső burka, melyet a 2900 km mélyen található Gutenberg-Wiechert-felület választ el a felette levő földköpenytől. Ezen a felületen a földrengéshullámok sebessége ugrásszerűen lecsökken.
A földmagon belül egy további felület mutatható ki kb. 5000 km mélységben, amely elválasztja a belső magot a külső magtól (más néven maghéjtól). Ennek neve Lehmann-felület. A földrengéshullámok vizsgálata során megállapították, hogy a külső mag folyékony, míg a belső mag szilárd halmazállapotú.
A mag sűrűsége 10 g/cm³-nél nagyobb és a Föld középpontja felé növekszik, ahol valószínűleg eléri a 14 g/cm³ értéket. Erre a Föld átlagos sűrűségéből (5,5 g/cm³) és a felszínen ismert kőzetek átlagos sűrűségéből (2,6-3,0 g/cm³) következtetnek.
Mivel a Föld felszíni körülményei között csak néhány fémnél észlelhető hasonló sűrűségérték (ozmium és irídium 23 g/cm³, platina 21,5 g/cm³, arany 19 g/cm³, higany 13,5 g/cm³ stb.) feltételezték, hogy a mag vegyi összetétele ezen elemekből állna (Goldsmidt elmélet).
A meteoritok vizsgálata során, amelyek nagy részét vas, nikkel és kobalt alkotja, jelenleg úgy tartják, hogy a földmag elsősorban vasból és nikkelből épül fel. Konkrét bizonyítékok azonban nem léteznek.
Összességében elmondható, hogy a földmag fémes, jól vezető anyagokból áll, melyek a maghéjban folyékony, a belső magban szilárd halmazállapotban vannak és extrém nyomás alatt állnak.
Feltehetően a külső mag áramlásai és a Coriolis-erő hozza létre a Föld mágneses terét a dinamó-elméletnek megfelelően, mely kimondja, ha vezetőt forgatunk mágneses térben, úgy elektromos áram indukálódik, minek következtében a mágneses tér folyamatosan regenerálódik.

## Alternatív elméletek
1939 előtt általában úgy tartották, hogy a 2900 km mélységben észlelhető Gutenberg-Wiechert-felület mind kémiai, mind pedig fizikai anyagváltozást jelez a szilárd állapotú köpeny és a folyékony vasmag között. Ezt (a vasmag modellt) a fent említett meteorit-összetételen kívül az is alátámasztotta, hogy a Föld átlagos sűrűsége (kb 5,5 g/cm³) csak nagy (9,6 körüli) magsűrűség mellett adódhat ki a kéreg ismert kőzeteinek átlagos 2,6-3,0 g/cm³ sűrűsége mellett. Ezen a feltételezésen alapuló kvantitatív modellt fejlesztett ki Emil Wiechert 1886-ban. Williamson és Adams 1923-ban kimutatta, hogy a mag nagy sűrűsége nem írható csak a nyomás növekedésének számlájára, így valószínűleg kémiai változás is van ezen a határon. A legvalószínűbbnek a vas szerepe látszott.
Ezt a hagyományosnak mondható vélekedést kezdte ki Lodochnikov (1939), Kuhn és Rittmann (1941), majd Ramsey (1948, 1949), akik amellett érveltek, hogy a maghatáron történő változásokat inkább a nyomás, mint a kémiai változás okozza. Érveik között az szerepelt, hogy a Föld – és más bolygók is – a Nap anyagából keletkeztek, így sokkal több hidrogént és kevesebb vasat kell tartalmazniuk, mint ami a vasmagos földmodellből következik. Továbbá, hogy a Föld élettartama nem lehetett elegendő idő a jelenleg ismert differenciációs folyamatokkal arra, hogy a vas a bolygó középpontjában szeparálódjon. Modelljük ellentétben volt a szeizmikus adatokkal, de Kuhn (1939) szerint az S hullámok (transzverzális földrengés hullámok) terjedési sebessége függ frekvenciájuktól, és nagy nyomáson a folyadékok is szilárdként viselkedhetnek e tekintetben. Ezt az állítást a polimerek akkoriban megismert viszkoelasztikus tulajdonságai támasztották alá. Szerinte 2900 km-es mélységig a hőmérséklet növekedése miatt a viszkozitás csökkenését a növekvő nyomás ellensúlyozza, ezért nem folyékony a köpeny. De ez alatt a mélység alatt – az elmélet szerint – megnövekedik a hidrogén mennyisége, aminek hatása a növekvő hőmérséklet hatásával összeadódva ismét folyékony anyagviselkedést okoz.
A Kuhn-Rittmann elmélet jelentős módosulása származik R Kronig, J de Boer és J. Korringa munkájából (1946). Ők úgy gondolták, hogy a 2900 km mélységben lévő törési felületet Kuhn és Rittmann nem értelmezte megfelelően. Kronig – és tőle függetlenül Van der Waals is arra jutott, hogy a fizikai változások annak a következményei, hogy a hidrogén molekuláris formából fémrácsos szerkezetbe megy át ezen a határon. Számításaik – másokét követően – szerint 700 kbar nyomáson együtt létezhet a két fázis, nagyobb nyomáson a fémes fázis a stabilabb. Hogy az ehhez szükséges nyomás 2900 km mélységben meglegyen, ahhoz az szükséges, hogy a hidrogénen kívül nehezebb atomok is jelen legyenek. Szerintük ez a feltételezés igen jól alátámasztja a Kuhn-Rittmann elméletet.
Furcsa módon kalkulációjuk lett a hidrogénmagos elmélet ellen szóló legerősebb érv.
Az utóbbi vizsgálatok (Bondi, 1950) kimutatták, hogy a Napban sokkal magasabb a hidrogén aránya, mint azt Kuhn és Rittmann feltételezte. Így a fémes szerkezetű hidrogén sűrűsége is csak 1 körülinek adódik, vagyis a Föld magja nem állhat hidrogénből, még ha a fémes szerkezetű hidrogén elméletileg létezhet is.
Ramsey 1948. december 10-én a Royal Astronomical Society ülésén egy másik elméletet adott elő, amiben azzal érvelt, hogy a többi föld-típusú bolygó és a Hold sűrűsége kisebb a Földénél:
- Merkúr 3,41
- Vénusz 4,70
- Mars 3,56
- Hold 3,34

A Naprendszer keletkezésének minden elmélete szerint a Naprendszer bolygói eredetileg mind azonos összetételűek voltak. A kisebb bolygók kialakulásuk közben elveszítették a hidrogén nagy részét, így az egyetlen magyarázat a Föld nagyobb sűrűségére csak nagyobb tömege lehet, ami miatt magjában összpontosultak a nehezebb elemek, melyek atomstruktúrája a magban széttöredezett. Ramsey elmélete szerint a mag összetétele egyezik a köpenyével – bár később ő is "megengedte" a nehezebb elemek központ felé történő koncentrálódását. Ramsey a köpeny olivinjának a maghatáron fémes rácsszerkezetté történő átalakulását tételezte föl, és bár kvantitatív becslést nem adott az ehhez szükséges nyomásra, azzal érvelt, hogy a Földnél kisebb bolygókban nincs meg ez a nyomás, ezért nincs is fémes magjuk.